# Jaworzno Bankowe
Jaworzno Bankowe – wieś w Polsce położona w województwie opolskim, w powiecie oleskim, w gminie Rudniki, w sołectwie Jaworzno.
W latach 1975–1998 miejscowość położona była w województwie częstochowskim.